# Абдулла-хан
Абдулла-хан (умер в 1855) — восьмой правитель из узбекской династии кунгратов в Хивинском ханстве, годы правления 1855.
В 1855 году после смерти Мухаммад Амин-хана (1845—1855) к власти в Хивинском ханстве пришёл его сын Абдулла-хан.
При кратковременном правлении Абдулла-хана (1855), который правил всего шесть месяцев происходила ожесточённая борьба с кочевыми племенами, в результате которой в августе 1855 года Абдулла-хан погиб. На престол вступил его брат Кутлуг Мурад-хан.